# Pseudolarentia nictitaria
Pseudolarentia nictitaria är en fjärilsart som beskrevs av Herrich-Schäffer 1855. Pseudolarentia nictitaria ingår i släktet Pseudolarentia och familjen mätare. Inga underarter finns listade.